# Spirochaetota
Spirochaetota (anteriomente Spirochaetales) ou espiroquetas é um filo de bactérias que contém uma única classe e ordem. As espiroquetas são bactérias em forma helicoidal que tendem a se mover com um movimento ondulante semelhante ao de uma hélice. As principais cepas (espécies) das espiroquetas incluem o Treponema, a Borrelia e a Leptospira. Muitas espécies de espiroquetas são agentes patogénicos nocivos ao homem.
Os espiroquetas distinguem-se de outros filos bacterianos pela localização de seus flagelos, às vezes chamados de filamentos axiais, que correm no sentido longitudinal entre a membrana interna bacteriana e a membrana externa no espaço periplasmático. Estes causam um movimento de torção que permite que o espiroqueta se mova. Ao se reproduzir, um espiroqueta sofrerá fissão binária transversal assexuada. A maioria dos espiroquetas é de vida livre e anaeróbica, mas há inúmeras exceções. As bactérias Spirochaetes são diversas em sua capacidade patogênica e os nichos ecológicos que habitam, bem como características moleculares, incluindo guanina-citosina e tamanho do genoma, as espiroquetas são também bactérias Gram negativas.

## Famílias e alguns gêneros
- Spirochaetaceae
  - Borrelia
- Brachyspiraceae
  - Brachyspira
  - Serpulina
- Leptospiraceae
  - Leptospira
  - Leptonema
- Treponemataceae

Treponema

## Patogenicidade
Muitos organismos dentro do filo Spirochaetes causam doenças prevalentes. Os membros patogênicos deste filo incluem o seguinte:  
- Espécies de leptospiras, causadoras da leptospirose.
- Borrelia burgdorferi, B. garinii e B. afzelii, causadores da doença de Lyme.
- Borrelia recurrentis, que causa febre recorrente.
- Subespécies de Treponema pallidum que causam treponematoses, como sífilis e bouba.
- Brachyspira pilosicoli e Brachyspira aalborgi, que causam a espirocetose intestinal. Os espiroquetas também podem causar demência e podem estar envolvidos na patogênese da doença de Alzheimer. O Salvarsan, o primeiro antimicrobiano sintético parcialmente orgânico da história médica, era eficaz apenas contra espiroquetas e era usado principalmente para curar a sífilis.

## Filogenia
A estrutura taxonómica em uso está baseada na List of Prokaryotic names with Standing in Nomenclature (LPSN) e na informação disponibilizada pelo National Center for Biotechnology Information (NCBI) e a filogenia está assente na determinação da tipologia do LTP 16S rRNA, versão 111 do The All-Species Living Tree Project.
|  | Turneriella parva (Hovind-Hougen et al. 1982) Levett et al. 2005                                                               |
|  | |
|  | \| \| Leptonema illini Hovind-Hougen 1983 \| \| \| \| \| \| Leptospira Noguchi 1917 emend. Faine and Stallman 1982 \| \| \| \| |
|  | |
|  | Leptonema illini Hovind-Hougen 1983                                                                                            |
|  | |
|  | Leptospira Noguchi 1917 emend. Faine and Stallman 1982                                                                         |
|  | |

|  | Leptonema illini Hovind-Hougen 1983                    |
|  |                                                        |
|  | Leptospira Noguchi 1917 emend. Faine and Stallman 1982 |
|  |                                                        |

|  | Brevinema andersonii Defosse et al. 1995 |
|  |                                          |
|  | Brachyspira Hovind-Hougen et al. 1982    |
|  |                                          |

|                 | Exilispira thermophila Imachi et al. 2008 |
|                 | |
| Spirochaetaceae | \| \| ?Clevelandina reticulitermitidis ♦ Bermudes et al. 1988 \| \| \| \| \| \| ?Cristispira pectinis ♪ Gross 1910 \| \| \| \| \| \| ?Diplocalyx calotermitidis ♦ (ex Gharagozlou 1968) Bermudes et al. 1988 \| \| \| \| \| \| ?Hollandina pterotermitidis ♦ (ex To et al. 1978) Bermudes et al. 1988 \| \| \| \| \| \| ?Pillotina calotermitidis ♦ (ex Hollande and Gharagozlou 1967) Bermudes et al. 1988 \| \| \| \| \| \| Spironema culicis ♠ Turk et al. 1999 \| \| \| \| \| \| Spirochaeta parafilética incl. Borrelia, Sphaerochaeta e Treponema] \| \| \| \| |
|                 | \| \| ?Clevelandina reticulitermitidis ♦ Bermudes et al. 1988 \| \| \| \| \| \| ?Cristispira pectinis ♪ Gross 1910 \| \| \| \| \| \| ?Diplocalyx calotermitidis ♦ (ex Gharagozlou 1968) Bermudes et al. 1988 \| \| \| \| \| \| ?Hollandina pterotermitidis ♦ (ex To et al. 1978) Bermudes et al. 1988 \| \| \| \| \| \| ?Pillotina calotermitidis ♦ (ex Hollande and Gharagozlou 1967) Bermudes et al. 1988 \| \| \| \| \| \| Spironema culicis ♠ Turk et al. 1999 \| \| \| \| \| \| Spirochaeta parafilética incl. Borrelia, Sphaerochaeta e Treponema] \| \| \| \| |
|                 | ?Clevelandina reticulitermitidis ♦ Bermudes et al. 1988 |
|                 | |
|                 | ?Cristispira pectinis ♪ Gross 1910 |
|                 | |
|                 | ?Diplocalyx calotermitidis ♦ (ex Gharagozlou 1968) Bermudes et al. 1988 |
|                 | |
|                 | ?Hollandina pterotermitidis ♦ (ex To et al. 1978) Bermudes et al. 1988 |
|                 | |
|                 | ?Pillotina calotermitidis ♦ (ex Hollande and Gharagozlou 1967) Bermudes et al. 1988 |
|                 | |
|                 | Spironema culicis ♠ Turk et al. 1999 |
|                 | |
|                 | Spirochaeta parafilética incl. Borrelia, Sphaerochaeta e Treponema] |
|                 | |

|  | ?Clevelandina reticulitermitidis ♦ Bermudes et al. 1988                             |
|  |                                                                                     |
|  | ?Cristispira pectinis ♪ Gross 1910                                                  |
|  |                                                                                     |
|  | ?Diplocalyx calotermitidis ♦ (ex Gharagozlou 1968) Bermudes et al. 1988             |
|  |                                                                                     |
|  | ?Hollandina pterotermitidis ♦ (ex To et al. 1978) Bermudes et al. 1988              |
|  |                                                                                     |
|  | ?Pillotina calotermitidis ♦ (ex Hollande and Gharagozlou 1967) Bermudes et al. 1988 |
|  |                                                                                     |
|  | Spironema culicis ♠ Turk et al. 1999                                                |
|  |                                                                                     |
|  | Spirochaeta parafilética incl. Borrelia, Sphaerochaeta e Treponema]                 |
|  |                                                                                     |

|  | Brevinema andersonii Defosse et al. 1995 |
|  |                                          |
|  | Brachyspira Hovind-Hougen et al. 1982    |
|  |                                          |

|                 | Exilispira thermophila Imachi et al. 2008 |
|                 | |
| Spirochaetaceae | \| \| ?Clevelandina reticulitermitidis ♦ Bermudes et al. 1988 \| \| \| \| \| \| ?Cristispira pectinis ♪ Gross 1910 \| \| \| \| \| \| ?Diplocalyx calotermitidis ♦ (ex Gharagozlou 1968) Bermudes et al. 1988 \| \| \| \| \| \| ?Hollandina pterotermitidis ♦ (ex To et al. 1978) Bermudes et al. 1988 \| \| \| \| \| \| ?Pillotina calotermitidis ♦ (ex Hollande and Gharagozlou 1967) Bermudes et al. 1988 \| \| \| \| \| \| Spironema culicis ♠ Turk et al. 1999 \| \| \| \| \| \| Spirochaeta parafilética incl. Borrelia, Sphaerochaeta e Treponema] \| \| \| \| |
|                 | \| \| ?Clevelandina reticulitermitidis ♦ Bermudes et al. 1988 \| \| \| \| \| \| ?Cristispira pectinis ♪ Gross 1910 \| \| \| \| \| \| ?Diplocalyx calotermitidis ♦ (ex Gharagozlou 1968) Bermudes et al. 1988 \| \| \| \| \| \| ?Hollandina pterotermitidis ♦ (ex To et al. 1978) Bermudes et al. 1988 \| \| \| \| \| \| ?Pillotina calotermitidis ♦ (ex Hollande and Gharagozlou 1967) Bermudes et al. 1988 \| \| \| \| \| \| Spironema culicis ♠ Turk et al. 1999 \| \| \| \| \| \| Spirochaeta parafilética incl. Borrelia, Sphaerochaeta e Treponema] \| \| \| \| |
|                 | ?Clevelandina reticulitermitidis ♦ Bermudes et al. 1988 |
|                 | |
|                 | ?Cristispira pectinis ♪ Gross 1910 |
|                 | |
|                 | ?Diplocalyx calotermitidis ♦ (ex Gharagozlou 1968) Bermudes et al. 1988 |
|                 | |
|                 | ?Hollandina pterotermitidis ♦ (ex To et al. 1978) Bermudes et al. 1988 |
|                 | |
|                 | ?Pillotina calotermitidis ♦ (ex Hollande and Gharagozlou 1967) Bermudes et al. 1988 |
|                 | |
|                 | Spironema culicis ♠ Turk et al. 1999 |
|                 | |
|                 | Spirochaeta parafilética incl. Borrelia, Sphaerochaeta e Treponema] |
|                 | |

|  | ?Clevelandina reticulitermitidis ♦ Bermudes et al. 1988                             |
|  |                                                                                     |
|  | ?Cristispira pectinis ♪ Gross 1910                                                  |
|  |                                                                                     |
|  | ?Diplocalyx calotermitidis ♦ (ex Gharagozlou 1968) Bermudes et al. 1988             |
|  |                                                                                     |
|  | ?Hollandina pterotermitidis ♦ (ex To et al. 1978) Bermudes et al. 1988              |
|  |                                                                                     |
|  | ?Pillotina calotermitidis ♦ (ex Hollande and Gharagozlou 1967) Bermudes et al. 1988 |
|  |                                                                                     |
|  | Spironema culicis ♠ Turk et al. 1999                                                |
|  |                                                                                     |
|  | Spirochaeta parafilética incl. Borrelia, Sphaerochaeta e Treponema]                 |
|  |                                                                                     |

|  | Turneriella parva (Hovind-Hougen et al. 1982) Levett et al. 2005                                                               |
|  | |
|  | \| \| Leptonema illini Hovind-Hougen 1983 \| \| \| \| \| \| Leptospira Noguchi 1917 emend. Faine and Stallman 1982 \| \| \| \| |
|  | |
|  | Leptonema illini Hovind-Hougen 1983                                                                                            |
|  | |
|  | Leptospira Noguchi 1917 emend. Faine and Stallman 1982                                                                         |
|  | |

|  | Leptonema illini Hovind-Hougen 1983                    |
|  |                                                        |
|  | Leptospira Noguchi 1917 emend. Faine and Stallman 1982 |
|  |                                                        |

|  | Brevinema andersonii Defosse et al. 1995 |
|  |                                          |
|  | Brachyspira Hovind-Hougen et al. 1982    |
|  |                                          |

|                 | Exilispira thermophila Imachi et al. 2008 |
|                 | |
| Spirochaetaceae | \| \| ?Clevelandina reticulitermitidis ♦ Bermudes et al. 1988 \| \| \| \| \| \| ?Cristispira pectinis ♪ Gross 1910 \| \| \| \| \| \| ?Diplocalyx calotermitidis ♦ (ex Gharagozlou 1968) Bermudes et al. 1988 \| \| \| \| \| \| ?Hollandina pterotermitidis ♦ (ex To et al. 1978) Bermudes et al. 1988 \| \| \| \| \| \| ?Pillotina calotermitidis ♦ (ex Hollande and Gharagozlou 1967) Bermudes et al. 1988 \| \| \| \| \| \| Spironema culicis ♠ Turk et al. 1999 \| \| \| \| \| \| Spirochaeta parafilética incl. Borrelia, Sphaerochaeta e Treponema] \| \| \| \| |
|                 | \| \| ?Clevelandina reticulitermitidis ♦ Bermudes et al. 1988 \| \| \| \| \| \| ?Cristispira pectinis ♪ Gross 1910 \| \| \| \| \| \| ?Diplocalyx calotermitidis ♦ (ex Gharagozlou 1968) Bermudes et al. 1988 \| \| \| \| \| \| ?Hollandina pterotermitidis ♦ (ex To et al. 1978) Bermudes et al. 1988 \| \| \| \| \| \| ?Pillotina calotermitidis ♦ (ex Hollande and Gharagozlou 1967) Bermudes et al. 1988 \| \| \| \| \| \| Spironema culicis ♠ Turk et al. 1999 \| \| \| \| \| \| Spirochaeta parafilética incl. Borrelia, Sphaerochaeta e Treponema] \| \| \| \| |
|                 | ?Clevelandina reticulitermitidis ♦ Bermudes et al. 1988 |
|                 | |
|                 | ?Cristispira pectinis ♪ Gross 1910 |
|                 | |
|                 | ?Diplocalyx calotermitidis ♦ (ex Gharagozlou 1968) Bermudes et al. 1988 |
|                 | |
|                 | ?Hollandina pterotermitidis ♦ (ex To et al. 1978) Bermudes et al. 1988 |
|                 | |
|                 | ?Pillotina calotermitidis ♦ (ex Hollande and Gharagozlou 1967) Bermudes et al. 1988 |
|                 | |
|                 | Spironema culicis ♠ Turk et al. 1999 |
|                 | |
|                 | Spirochaeta parafilética incl. Borrelia, Sphaerochaeta e Treponema] |
|                 | |

|  | ?Clevelandina reticulitermitidis ♦ Bermudes et al. 1988                             |
|  |                                                                                     |
|  | ?Cristispira pectinis ♪ Gross 1910                                                  |
|  |                                                                                     |
|  | ?Diplocalyx calotermitidis ♦ (ex Gharagozlou 1968) Bermudes et al. 1988             |
|  |                                                                                     |
|  | ?Hollandina pterotermitidis ♦ (ex To et al. 1978) Bermudes et al. 1988              |
|  |                                                                                     |
|  | ?Pillotina calotermitidis ♦ (ex Hollande and Gharagozlou 1967) Bermudes et al. 1988 |
|  |                                                                                     |
|  | Spironema culicis ♠ Turk et al. 1999                                                |
|  |                                                                                     |
|  | Spirochaeta parafilética incl. Borrelia, Sphaerochaeta e Treponema]                 |
|  |                                                                                     |

|  | Brevinema andersonii Defosse et al. 1995 |
|  |                                          |
|  | Brachyspira Hovind-Hougen et al. 1982    |
|  |                                          |

|                 | Exilispira thermophila Imachi et al. 2008 |
|                 | |
| Spirochaetaceae | \| \| ?Clevelandina reticulitermitidis ♦ Bermudes et al. 1988 \| \| \| \| \| \| ?Cristispira pectinis ♪ Gross 1910 \| \| \| \| \| \| ?Diplocalyx calotermitidis ♦ (ex Gharagozlou 1968) Bermudes et al. 1988 \| \| \| \| \| \| ?Hollandina pterotermitidis ♦ (ex To et al. 1978) Bermudes et al. 1988 \| \| \| \| \| \| ?Pillotina calotermitidis ♦ (ex Hollande and Gharagozlou 1967) Bermudes et al. 1988 \| \| \| \| \| \| Spironema culicis ♠ Turk et al. 1999 \| \| \| \| \| \| Spirochaeta parafilética incl. Borrelia, Sphaerochaeta e Treponema] \| \| \| \| |
|                 | \| \| ?Clevelandina reticulitermitidis ♦ Bermudes et al. 1988 \| \| \| \| \| \| ?Cristispira pectinis ♪ Gross 1910 \| \| \| \| \| \| ?Diplocalyx calotermitidis ♦ (ex Gharagozlou 1968) Bermudes et al. 1988 \| \| \| \| \| \| ?Hollandina pterotermitidis ♦ (ex To et al. 1978) Bermudes et al. 1988 \| \| \| \| \| \| ?Pillotina calotermitidis ♦ (ex Hollande and Gharagozlou 1967) Bermudes et al. 1988 \| \| \| \| \| \| Spironema culicis ♠ Turk et al. 1999 \| \| \| \| \| \| Spirochaeta parafilética incl. Borrelia, Sphaerochaeta e Treponema] \| \| \| \| |
|                 | ?Clevelandina reticulitermitidis ♦ Bermudes et al. 1988 |
|                 | |
|                 | ?Cristispira pectinis ♪ Gross 1910 |
|                 | |
|                 | ?Diplocalyx calotermitidis ♦ (ex Gharagozlou 1968) Bermudes et al. 1988 |
|                 | |
|                 | ?Hollandina pterotermitidis ♦ (ex To et al. 1978) Bermudes et al. 1988 |
|                 | |
|                 | ?Pillotina calotermitidis ♦ (ex Hollande and Gharagozlou 1967) Bermudes et al. 1988 |
|                 | |
|                 | Spironema culicis ♠ Turk et al. 1999 |
|                 | |
|                 | Spirochaeta parafilética incl. Borrelia, Sphaerochaeta e Treponema] |
|                 | |

|  | ?Clevelandina reticulitermitidis ♦ Bermudes et al. 1988                             |
|  |                                                                                     |
|  | ?Cristispira pectinis ♪ Gross 1910                                                  |
|  |                                                                                     |
|  | ?Diplocalyx calotermitidis ♦ (ex Gharagozlou 1968) Bermudes et al. 1988             |
|  |                                                                                     |
|  | ?Hollandina pterotermitidis ♦ (ex To et al. 1978) Bermudes et al. 1988              |
|  |                                                                                     |
|  | ?Pillotina calotermitidis ♦ (ex Hollande and Gharagozlou 1967) Bermudes et al. 1988 |
|  |                                                                                     |
|  | Spironema culicis ♠ Turk et al. 1999                                                |
|  |                                                                                     |
|  | Spirochaeta parafilética incl. Borrelia, Sphaerochaeta e Treponema]                 |
|  |                                                                                     |

Taxonomia
A taxonomia aceita atualmente é baseada na Lista de Nomes Prokarióticos com Nomenclatura Permanente (LPSN) [17] e Centro Nacional de Informações sobre Biotecnologia (NCBI). [18]
- Filo Espirochaetes Garrity & Holt 2001 [Spirochaetae Cavalier-Smith 2002; Spirochaetaeota Oren et al. 2015]
- Classe Spirochaetae Cavalier-Smith 2002 ["Protozoobacteriales"; "Spirochaetia" Paster 2011]
- Ordem Leptospirales Gupta et al. 2014
- Família Leptospiraceae Hovind-Hougen 1979 emend. Levett et al. 2005
- Gênero Leptonema Hovind-Hougen 1983
- Género Leptospira Noguchi 1917 emend. Faine e Stallman 1982
- Gênero Turneriella Levett et al. 2005 ["Turneria" Hookey, Bryden & Gatehouse 1993 não Forel 1895]
- Encomendar Brachyspirales corrig. Gupta et al. 2014m     Família Brachyspiraceae Paster 2012
- Gênero Brachyspira Hovind-Hougen et al. 1982 [Serpula Stanton et al. 1991 não Linnaeus 1758; Serpulina Stanton 1992 não Zborzevski 1834]
- Ordem Brevinematales Gupta et al. 2014
- Família Brevinemataceae Paster 2012
- Gênero Brevinema Defosse et al. 1995
- Encomendar Spirochaetales Buchanan 1917 emend. Gupta et al. 2013
- Gênero Exilispira Imachi et al. 2008
- Gênero Alkalispirochaeta Sravanthi et al. 2016
- Gênero Oceanispirochaeta Subhash & Lee 2017b
- Gênero Pleomorphochaeta Arroua et al. 2016
- Gênero Sediminispirochaeta Shivani et al. 2016
- Gênero Sphaerochaeta Ritalahti et al. 2012 emendam. Miyazaki et al. 2014
- Família Borreliaceae Gupta et al. 2014
- Gênero Borreliella Adeolu & Gupta 2015 [Grupo de espécies Borrelia burgdorferi] (doença de Lyme Borrelia)
- Gênero Borrelia Swellengrebel 1907 emend. Adeolu & Gupta 2014 (febre recorrente Borrelia.

- Notes:
 ♦ Type strain lost or not available
 ♪ Prokaryotes where no pure (axenic) cultures are isolated or available, i. e. not cultivated or can not be sustained in culture for more than a few serial passages
 ♠ Strains found at the National Center for Biotechnology Information (NCBI) but not listed in the List of Prokaryotic names with Standing in Nomenclature (LSPN)

## Curiosidades
"Bactérias espiroquetas do gênero Leptospira referentes apenas à espécie Leptospira interrogans, existem mais de 195 sorotipos diferenciados, agrupados em 19 sorogrupos conforme as propriedades antigênicas. A mais frequente é provocada pelo sorogrupo icterohaemorrhagiae, importante em termos de saúde pública, em consequência da forma desordenada de ocupação urbana associada ao hábito do agente vetor, o hospedeiro Rattus norvegicus (rato de esgoto). No meio rural recebem destaque os seguintes sorogrupos:     
- Panoma: com tropismo; capacidade de infectar animais suínos (instalado no porco);      
- Hardjo: afinidade com bovinos (instalado no gado).    
A transmissão se dá através do contato direto com animais infectados ou com água contaminada por sua urina, manifestando período de incubação que varia de 10 a 20 dias. Os sintomas incluem Febre, calafrio, dor de cabeça, mal-estar, vômito, dor muscular, dilatação do fígado, hemorragias digestivas, lesões na pele, problemas respiratórios e conjuntivite que duram de alguns dias a três semanas. Podem ser confundidos com sintomas de gripe ou de dengue. Existem casos de doentes assintomáticos ou que desenvolvem uma forma grave com constante hemorragia e falência renal, podendo levar à morte.  Medidas preventivas → Identificação de focos de água contaminada, geralmente coincidentes com períodos chuvosos intensos, com ocorrência de enchentes; educação sanitária da população; combate aos roedores, por exemplo, tratamento do lixo, evitando locais onde proliferam ratos; e vacinação dos animais domésticos.".   